# ナカタ・ユウタ
ナカタ・ユウタ（1981年8月16日 - ）は、日本のプロレスラー。本名：仲田 祐太（なかた ゆうた）。

## 経歴
レスラーとしての初期キャリアは、格闘プロレスリングSSSで歩む。
2002年にデビューした年に金子智和（現：金子スグル）の筋肉バスターで背中と腰を大怪我。約2年のリハビリを行うが、現在も腰と背中には爆弾を抱えており、試合自体にスラム系が少ない。
2004年に復帰。復帰戦は、総合格闘技の師でもある大石大介と共に復帰戦を飾る。復帰してからも背中と腰の痛みで思うような動きが出来ず、2005年からはタッグ路線へと変更。2005年から2007年まで茨城県を拠点に活動。
2008年からは東京に進出。ターザン後藤一派にて、ドラゴンソルジャーLAWを病院送りにした。その後、ターザン後藤一派に参戦。
くじ引きの結果、ターザン後藤と戦う羽目になる。そして、ナカタの地元凱旋ではターザン後藤とまた再戦。この試合で有刺鉄線ボードデスマッチを使用した為か、ナカタのデスマッチ色が強くなっていった。
スーパーFMWの初期は、中堅あたりだったが、大仁田厚の引退後はトップに昇格。ハードコアデスマッチ路線に挑んだ。また、画鋲、有刺鉄線ボードデスマッチにおいて、ターザン後藤のビール瓶、シャーク土屋の鎖鎌で斬られた大きな傷跡が左腕にある。この左腕の傷は、羽沙羅を庇った時についた傷であり、2人の関係が試合に現れていた。
2010年のスーパーFMWでは、突然のメインに抜擢された理由が、同所属の松本トモノブが、デスマッチから逃れる為にナカタをメインに持ち上げたと、松本がスーパーFMWのサイトの中で暴露。
主に、ミスターポーゴ、ターザン後藤との試合が多かった。
白のペイントに黒の模様入りが特徴的で、ミスターポーゴとの試合で、仮死状態からの復帰が現在の死神スタイルになっている。
3メートルのラダースワントーン等行っていたが、2012年に離脱。背中の怪我が悪化した為、長期のリハビリをすることになる。
2017年度はちがさきプロレスにレフェリーとして参戦した。
2018年、シアタープロレス花鳥風月に突如ブラックウルフとして参戦し、鮮やかにスワントーンボムを見せるもマスクを剥がされてバレてしまう。
そして入団が発表された。花鳥風月の派生団体YOKOHAMA花鳥風月の代表になる。10月23日、女子プロレスラー・川田由美子との結婚を発表。
2019年中旬頃に、花鳥風月での活動実績がなく退団扱いとなっているが、双方からコメントはない。
2022年に店舗名エリアファイブを開業。
主にライブスタジオ式のBAR
2023年に移転。
オールセルフサービス式のドリンクが支持を得て店は満員の為に予約無しでは入れない日々が続いた。
エリアファイブと言う名義で楽曲もリリース。
主に失恋ソングだが、多種多様なジャンルをリリースしてる。

## BAR
2022年にエリアファイブと言う店舗名で開業する。
名前の由来は5番街。
ブルックリンスタイルをメインにしている。
オープニング時は昔交際してた女性の母親に相談して経営学を学ぶ。
2023年から本格的にスタート。
BAR形式でも困難なライブスタジオ式を中心に「音楽」を全面に打ち出してる為、歌が好きで無いと入店できなかった。
この方式が本人のプロレス歴とリンクし、師である、ターザン後藤の教え「誰もやらない事やって初めて1人前」が後のオールセルフサービスへと繋がった。
2023年にはビルが売却され、移転することになり、駅前に進出した。
「新参者が！お前の店は潰してやるからな」と自称駅前の顔との大トラブルをおこすが、それを面白く思わない世代がエリアファイブに群がるようになる。
2024年にあまりにも人が押し寄せる為にオールセルフサービスとしてドリンクバーが若い者たちから支持を得て日々満席状態へ。
県外からも視察が来るほどの大人気店へと急成長した。
若い世代の力が店を助け、駅前で頭角を表し現在では駅前の「聖地」として君臨している。
移転から役10ヶ月での成果には
第3期生と呼ばれるエリアファイブのスタッフ女性3名の人気も高かったのが急成長した要因である。
若い世代からは
「媚びない」「自分を捨てないこと」「らしく生きること」が共感を得ている。

## トラブル
治安の悪さとしても有名であるが事件にまでは発生してない。
一時は週に一度はパトカー、救急車が店の前に来ていた。

## 楽曲
君に届けこの歌
7890
1998
1999
2000
2006
らしく生きる
空へ
君を想ふ時（DAM配信）
お江戸は酒ばかり
こいのうた
明日は明日の風が吹く（ジョイサウンド配信）

## 作詞家として
作詞家としては一貫して、
	•	「過去に伝えられなかった想い」
	•	「あの日の約束」
	•	「後悔と再出発」
	•	「自分にしかできない表現」
を詩に託しており、その根底にあるのは「ひとりの相手に向けた一途な気持ち」
想いを“歌”でしか伝えられなかった、不器用な表現が共感を呼ぶ。
それでも「誰かの心に届けば」と願い、
10年以上の時を越えて“ラブレター”を送り続けている。
この一連の歌は、彼女への私信であり、本人の人生そのものを表現している。
コミカルな作詞も多いが失恋ソングとしてのナンバリング7890から2006が共感を得ている
別としての「君を想ふ時」は
女性が言われたい言葉
男性は言いたい言葉
としてのラブソングになっており、プロポーズする曲としても人気がある。
	•	「君を自由にしたい」＝表面的な優しさ
	•	「でも本当は、君をずっと愛してる」＝本音
	•	**“自分勝手な願いではなく、相手の幸せと一体化した愛”**が込められている

## 得意技
- スワントーンボム[2]
- ツイスターカッター
- スタナー
- ファイナルカット
- 619

## タイトル歴
- wXw Japan

第5代King of Legend
- wXw Japan

初代Tag of Legend
- wXw Japan

第2代Sky of Legend
- 格闘プロレスリングSSS

第4代S-1王座
- Hプロダクション

第6代Hプロチャンピオン
初代Hプロタッグチャンピオン
第4代Hプロバトルロイヤルチャンピオン

## 入場曲
- bacteria（hide）
- Pray（水樹奈々）
- 英雄（doa）

## グレート・ユタ

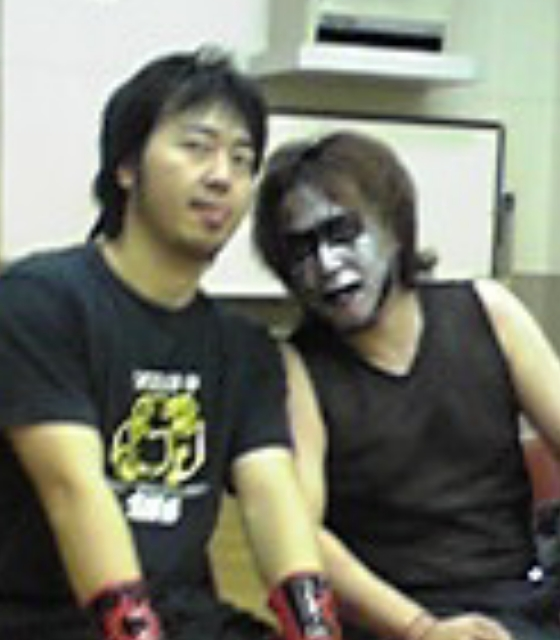
ササメ（左）とグレート・ユタ（右）

ターザン後藤一派の大会にて、グレートミタ対グレートサタの試合が行われるはずであったが、グレートミタが膝の怪我により、急遽ナカタが代役として「グレートミタ」で登場し、グレートサタと試合を行う。その後、グレートユタが誕生。グレートユタとしては、グレートサタと組む等していたが、本人がペイントで試合をすることが多く、グレートユタは無くなった。